# Alucita atomoclasta
Alucita atomoclasta är en fjärilsart som beskrevs av Edward Meyrick. Alucita atomoclasta ingår i släktet Alucita och familjen mångfliksmott, (Alucitidae). Inga underarter finns listade i Catalogue of Life.